# Primera División 2013 (Peru)
In 2013 werd het 97ste seizoen gespeeld van de Primera División, de hoogste voetbalklasse van Peru. Universitario werd kampioen. Een alternatieve naam voor de competitie is Campeonato Descentralizado 2013.
De competitie werd opgesplitst in fases. Na de eerste fase werden de oneven nummers in de stand en de even nummers in twee groepen verdeeld die elk elkaar nog een keer bekampten. Beide groepswinnaars speelden nog tegen elkaar voor de uiteindelijke titel. 

## Eerste Fase
| Plaats | Club                             | Wed. | W  | G  | V  | Saldo | Ptn. |
| ------ | -------------------------------- | ---- | -- | -- | -- | ----- | ---- |
| 1.     | Real Garcilaso                   | 30   | 17 | 7  | 6  | 41:20 | 57   |
| 2.     | Universitario                    | 30   | 15 | 8  | 7  | 41:24 | 53   |
| 3.     | Sporting Cristal                 | 30   | 14 | 7  | 9  | 51:33 | 49   |
| 4.     | Universidad Técnica de Cajamarca | 30   | 13 | 8  | 9  | 33:28 | 47   |
| 5.     | Universidad César Vallejo        | 30   | 12 | 10 | 8  | 35:32 | 46   |
| 6.     | León de Huánuco                  | 30   | 11 | 12 | 7  | 38:27 | 45   |
| 7.     | Alianza Lima                     | 30   | 13 | 6  | 11 | 34:33 | 45   |
| 8.     | Inti Gas Deportes                | 30   | 11 | 10 | 9  | 41:38 | 43   |
| 9.     | Sport Huancayo                   | 30   | 11 | 9  | 10 | 40:41 | 42   |
| 10.    | Club Sportivo Cienciano          | 30   | 10 | 9  | 11 | 30:39 | 39   |
| 11.    | FBC Melgar                       | 30   | 8  | 12 | 10 | 32:33 | 36   |
| 12.    | Juan Aurich                      | 30   | 8  | 9  | 13 | 37:37 | 33   |
| 13.    | Pacifíco FC                      | 30   | 7  | 12 | 11 | 22:23 | 33   |
| 14.    | Universidad San Martín           | 30   | 8  | 6  | 16 | 26:44 | 30   |
| 15.    | Unión Comercio                   | 30   | 6  | 8  | 16 | 24:40 | 26   |
| 16.    | José Gálvez FBC                  | 30   | 6  | 7  | 17 | 38:64 | 25   |

## Tweede fase

### Groep A
| Plaats | Club                      | Wed. | W  | G  | V  | Saldo | Ptn. |
| ------ | ------------------------- | ---- | -- | -- | -- | ----- | ---- |
| 1.     | Real Garcilaso            | 44   | 22 | 12 | 10 | 63:39 | 77   |
| 2.     | Sporting Cristal          | 44   | 22 | 9  | 13 | 76:45 | 75   |
| 3.     | Alianza Lima              | 44   | 19 | 12 | 13 | 57:46 | 70   |
| 4.     | Universidad César Vallejo | 44   | 18 | 15 | 11 | 56:46 | 69   |
| 5.     | Sport Huancayo            | 44   | 14 | 14 | 16 | 55:62 | 56   |
| 6.     | FBC Melgar                | 44   | 10 | 20 | 13 | 44:49 | 50   |
| 7.     | Unión Comercio            | 44   | 11 | 11 | 22 | 39:59 | 44   |
| 8.     | Pacífico FC               | 44   | 10 | 14 | 20 | 31:62 | 44   |

|  | Gekwalificeerd voor derde fase en voor groepsfase Copa Libertadores 2014 |

#### Degradatie play-off
|            |             |       |                |                                          |
| 4 december | Pacifíco FC | 0 – 1 | Unión Comercio | Estadio Francisco Mendoza Pizarro, Olmos |
| 4 december |             |       |                | Estadio Francisco Mendoza Pizarro, Olmos |

### Groep B
| Plaats | Club                             | Wed. | W  | G  | V  | Saldo | Ptn. |
| ------ | -------------------------------- | ---- | -- | -- | -- | ----- | ---- |
| 1.     | Universitario                    | 44   | 21 | 13 | 10 | 61:39 | 76   |
| 2.     | Universidad Técnica de Cajamarca | 44   | 19 | 11 | 14 | 52:49 | 68   |
| 3.     | Inti Gas                         | 44   | 17 | 12 | 15 | 63:65 | 63   |
| 4.     | Juan Aurich                      | 44   | 17 | 11 | 16 | 66:50 | 62   |
| 5.     | Cienciano                        | 44   | 15 | 14 | 15 | 46:56 | 59   |
| 6.     | León de Huánuco                  | 44   | 14 | 14 | 16 | 49:48 | 56   |
| 7.     | Universidad San Martín           | 44   | 12 | 11 | 21 | 46:60 | 49   |
| 8.     | José Gálvez                      | 44   | 10 | 9  | 25 | 55:88 | 39   |

|  | Gekwalificeerd voor derde fase en voor groepsfase Copa Libertadores 2014 |

## Derde fase
|                        |                |       |                           |                                       |
| 8 december Eerste duel | Real Garcilaso | 3 – 2 | Universitario de Deportes | Estadio Municipal de Espinar, Espinar |
| 8 december Eerste duel |                |       |                           | Estadio Municipal de Espinar, Espinar |

|                         |                           |       |                |                          |
| 15 december Tweede duel | Universiatrio de Deportes | 3 – 0 | Real Garcilaso | Estadio Monumental, Lima |
| 15 december Tweede duel |                           |       |                | Estadio Monumental, Lima |

|                        |                |                  |                           |                             |
| 18 december Derde duel | Real Garcilaso | 1 – 1 (4-5 n.p.) | Universitario de Deportes | Estadio Huancayao, Huancayo |
| 18 december Derde duel |                |                  |                           | Estadio Huancayao, Huancayo |

## Totale stand
| Plaats | Club                      | Wed. | W  | G  | V  | Saldo | Ptn. |
| ------ | ------------------------- | ---- | -- | -- | -- | ----- | ---- |
| 1.     | Real Garcilaso (1)        | 44   | 22 | 12 | 10 | 63:39 | 77   |
| 2.     | Universitario             | 44   | 21 | 13 | 10 | 61:39 | 76   |
| 3.     | Sporting Cristal          | 44   | 22 | 9  | 13 | 76:45 | 75   |
| 4.     | Alianza Lima              | 44   | 19 | 12 | 13 | 57:46 | 70   |
| 5.     | Universidad César Vallejo | 44   | 18 | 15 | 11 | 56:46 | 69   |
| 6.     | Universidad Técnica       | 44   | 19 | 11 | 14 | 52:49 | 68   |
| 7.     | Inti Gas                  | 44   | 17 | 12 | 15 | 63:65 | 63   |
| 8.     | Juan Aurich               | 44   | 17 | 11 | 16 | 66:50 | 62   |
| 9.     | Cienciano                 | 44   | 15 | 14 | 15 | 46:56 | 59   |
| 10.    | León de Huánuco           | 44   | 14 | 14 | 16 | 49:48 | 56'  |
| 11.    | Sport Huancayo            | 44   | 14 | 14 | 16 | 55:62 | 56   |
| 12.    | FBC Melgar                | 44   | 10 | 20 | 14 | 45:49 | 50   |
| 13.    | Universidad San Martín    | 44   | 12 | 11 | 21 | 46:60 | 49   |
| 14.    | Unión Comercio            | 44   | 11 | 11 | 22 | 39:59 | 44   |
| 15.    | Pacífico FC               | 44   | 10 | 14 | 20 | 31:62 | 44   |
| 16.    | José Gálvez FBC           | 44   | 10 | 9  | 25 | 55:88 | 39   |

|  | Gekwalificeerd voor groepsfase Copa Libertadores 2014  |
|  | Gewkalificeerd voor eerste fase Copa Libertadores 2014 |
|  | Gewkalificeerd voor Copa Sudamericana 2014             |
|  | Degradatie                                             |

1912 · 1913 · 1914 · 1915 · 1916 · 1917 · 1918 · 1919 · 1920 · 1921 · 1922 · 1923 · 1924 · 1925 · 1926 · 1927 · 1928 · 1929 · 1930 · 1931 · 1932 · 1933 · 1934 · 1935 · 1936  · 1937 · 1938 · 1939 · 1940 · 1941 · 1942 · 1943 · 1944 · 1945 · 1946 · 1947 · 1948 · 1949 · 1950 · 1951 · 1952 · 1953 · 1954 · 1955 · 1956 · 1957 · 1958 · 1959 · 1960 · 1961 · 1962 · 1963 · 1964 · 1965 · 1966 · 1967 · 1968 · 1969 · 1970 · 1971 · 1972 · 1973 · 1974 · 1975 · 1976 · 1977 · 1978 · 1979 · 1980 · 1981 · 1982 · 1983 · 1984 · 1985 · 1986 · 1987 · 1988 · 1989 · 1990 · 1991 · 1992 · 1993 · 1994 · 1995 · 1996 · 1997 · 1998 · 1999 · 2000 · 2001 · 2002 · 2003 · 2004 · 2005 · 2006 · 2007 · 2008 · 2009 · 2010 · 2011 · 2012 · 2013 · 2014 · 2015 · 2016 · 2017